# Registro Nacional de Lugares Históricos no Condado de Henry (Ohio)

Localização do Condado de Henry em Ohio.

Esta é a lista de lugares históricos do Condado de Henry, Ohio, listados no Registro Nacional de Lugares Históricos.
Existem quatro propriedades do condado listados no Registro Nacional.

## Listagem atual
Legenda:
| NRHP | Registro Nacional de Lugares Históricos |
| NHL  | Marco Histórico Nacional                |
| NHLD | Distrito Histórico Nacional             |
| HD   | Distrito Histórico                      |
| NHS  | Local Histórico Nacional                |
| NMEM | Memorial Nacional dos EUA               |
| NMON | Monumento Nacional dos EUA              |
| NHP  | Parque Histórico Nacional dos EUA       |
| NMP  | Parque Nacional Militar dos EUA         |

| [ 1 ] | Nome                                      | Imagem | Data de inclusão        | Endereço e coordenadas                                              | Localidade | Observações                                                            |
| ----- | ----------------------------------------- | ------ | ----------------------- | ------------------------------------------------------------------- | ---------- | ---------------------------------------------------------------------- |
| 1     | First Presbyterian Church                 |        | 9 de março de 1990      | 303 W. Washington 41° 23′ 23″ N, 84° 07′ 39″ O                      | Napoleon   | Igreja em estilo "American Craftsman" com distintas paredes de arenito |
| 2     | Henry County Courthouse                   |        | 28 de fevereiro de 1973 | N. Perry e E. Washington Sts. 41° 23′ 27″ N, 84° 07′ 28″ O          | Napoleon   | Fórum da década de 1880                                                |
| 3     | Henry County Sheriff's Residence and Jail |        | 24 de junho de 1981     | 123 E. Washington St. 41° 23′ 29″ N, 84° 07′ 25″ O                  | Napoleon   | Antiga prisão e residência do xerife em estilo "Segundo Império"       |
| 4     | St. Augustine's Catholic Church           |        | 2 de setembro de 1982   | 221 E. Clinton St., esquina com Monroe 41° 23′ 32″ N, 84° 07′ 25″ O | Napoleon   | Igreja neogótica com um pináculo atingindo 61 metros de altura         |